# Tectaria latifolia
Tectaria latifolia är en ormbunkeart som först beskrevs av Georg Forster, och fick sitt nu gällande namn av Edwin Bingham Copeland. Tectaria latifolia ingår i släktet Tectaria och familjen Tectariaceae. Inga underarter finns listade.